# Marco Asensio
Marco Asensio Willemsen, född 21 januari 1996 i Palma, Mallorca, är en spansk fotbollsspelare (offensiv mittfältare och yttermittfältare) som från juni 2023 tillhör Paris Saint-Germain. Han representerar även Spaniens landslag.

## Klubbkarriär

### Real Madrid
I december 2014 värvades Asensio av Real Madrid på ett sexårskontrakt. Han lånades omedelbart tillbaka till Mallorca för resten av säsongen 2014/2015.

#### Lån till Espanyol
Den 20 augusti 2015 lånades Asensio ut till Espanyol på ett ettårslån.

#### Återkomst till Real Madrid
Asensio började spela för Real Madrid säsongen 2016/2017. Han debuterade den 9 augusti 2017 då han spelade 120 minuter och gjorde mål i Real Madrids 3-2-vinst mot Sevilla i Uefa Super Cup. Den 28 september 2017 förlängdes Asensios kontrakt till sommaren 2023. Den 3 juni 2023 bekräftade Real Madrid att Asensio skulle lämna klubben den 1 juli samma år i och med avslutet på hans kontrakt. Asensio vann många titlar i Real Madrid, däribland La Liga tre gånger, Uefa Champions League tre gånger och VM för klubblag fyra gånger.

## Landslagskarriär
Asensio spelade för flera ungdomslandslag innan han debuterade för A-landslaget den 29 maj 2016 i en vänskapsmatch mot Bosnien & Hercegovina som slutade 3-1 till Spanien. Han var en del av det Spanien som vann Uefa Nations League 2022/2023.

## Meriter

### Real Madrid
- La Liga: 2016/2017, 2019/2020, 2021/2022
- Uefa Champions League: 2016/2017, 2017/2018, 2021/2022
- Spanska cupen: 2022/2023
- Uefa Super Cup: 2016, 2017, 2022
- Spanska supercupen: 2017, 2019, 2021
- VM för klubblag: 2016, 2017, 2018, 2022

### Spanien
- Uefa Nations League: 2022/2023